# World MMA Awards
World MMA Awards är MMA-världens mest prestigefyllda utmärkelse. Varje år sedan starten 2008 har vinnarna utsetts genom onlineröstning där alla som vill delta är välkomna. Vinnarna tilldelas därefter en Fighters Only-statyett i silver vid en prestigefylld vinstbankett. 

## Vinstkategorier

### Årets fajter (Charles "Mask" LewisFighter of the Year)
Fram till 2010 hette utmärkelsen Fighter of the Year då den bytte namn till åminnelse av Tapout-grundaren Charles Lewis, Jr som dog det året i en bilolycka.
- 2008  Anderson Silva[7]
- 2009  Georges St-Pierre[8]
- 2010  José Aldo[9]
- 2011  Jon Jones[10]
- 2012  Jon Jones[11]
- 2013  Chris Weidman[12]
- 2014  Robbie Lawler[13]
- 2015  Conor McGregor[14]
- 2016  Conor McGregor[15]
- 2017  Max Holloway[16]
- 2018  Daniel Cormier[17]
- 2019  Israel Adesanya[18]

### Årets kvinnliga fajter (Female Fighter of the Year)
- 2008  Gina Carano[7]
- 2009  Cris Cyborg[8]
- 2010  Cris Cyborg[9]
- 2011  Miesha Tate[10]
- 2012  Ronda Rousey[11]
- 2013  Ronda Rousey[12]
- 2014  Ronda Rousey[13]
- 2015  Holly Holm[14]
- 2016  Amanda Nunes[15]
- 2017  Rose Namajunas [16]
- 2018  Amanda Nunes[17]
- 2019  Amanda Nunes[19]

### Årets nykomling (Breakthrough Fighter of the Year)
- 2008  Demian Maia[7]
- 2009  Brock Lesnar[8]
- 2010  Jon Jones[9]
- 2011  Donald Cerrone[10]
- 2012  Chris Weidman[11]
- 2013  Travis Browne[12]
- 2014  Kelvin Gastelum[13]
- 2015  Holly Holm[14]
- 2016  Cody Garbrandt[15]
- 2017  Brian Ortega[16]
- 2018  Israel Adesanya[17]
- 2019  Jorge Masvidal[20]

### Årets internationella fajter (International Fighter of the Year)
Fram till 2010 hette utmärkelsen European Fighter of the Year.
- 2008  Michael Bisping[7]
- 2009  Gegard Mousasi[8]
- 2010  Alistair Overeem[9]
- 2011  Alistair Overeem[10]
- 2012  Michael Bisping[11]
- 2013  Alexander Gustafsson[12]
- 2014  Conor McGregor[13]
- 2015  Conor McGregor[14]
- 2016  Chabib Nurmagomedov[15]
- 2017  Robert Whittaker[16]
- 2018  Aung La Nsang[17]
- 2019  Israel Adesanya[21]

### Årets match (Fight of the Year)
| År   | Vinnare        | Motståndare          | Metod                 | Rond | Gala                 |
| ---- | -------------- | -------------------- | --------------------- | ---- | -------------------- |
| 2008 | Chuck Liddell  | Wanderlei Silva      | Enhälligt domslut     | 3    | UFC 79               |
| 2009 | Diego Sanchez  | Clay Guida           | Delat domslut         | 3    | TUF USA vs. UK final |
| 2010 | Anderson Silva | Chael Sonnen         | Submission (triangel) | 5    | UFC 117              |
| 2011 | Frankie Edgar  | Gray Maynard         | Oavgjort (delat)      | 5    | UFC 125              |
| 2012 | Joe Lauzon     | Jamie Varner         | Submission (triangel) | 3    | UFC on Fox 4         |
| 2013 | Jon Jones      | Alexander Gustafsson | Enhälligt domslut     | 5    | UFC 165              |
| 2014 | José Aldo      | Chad Mendes          | Enhälligt domslut     | 5    | UFC 179              |
| 2015 | Robbie Lawler  | Rory MacDonald       | TKO (slag)            | 5    | UFC 189              |
| 2016 | Cub Swanson    | Doo Ho Choi          | Enhälligt domslut     | 3    | UFC 206              |
| 2017 | Eddie Alvarez  | Justin Gaethje       | KO (knä)              | 3    | UFC 218              |
| 2018 | Tony Ferguson  | Anthony Pettis       | TKO (hörnan bryter)   | 2    | UFC 229              |
| 2019 | Weili Zhang    | Joanna Jedrzejczyk   | Domslut (delat)       | 5    | UFC 248              |

### Årets KO (Knockout of the Year)
| År   | Vinnare         | Motståndare        | Metod         | Rond | Gala                             |
| ---- | --------------- | ------------------ | ------------- | ---- | -------------------------------- |
| 2008 | Wanderlei Silva | Keith Jardine      | Slag          | 1    | UFC 84                           |
| 2009 | Dan Henderson   | Michael Bisping    | Slag          | 2    | UFC 100                          |
| 2010 | Maurício Rua    | Lyoto Machida      | Slag          | 1    | UFC 113                          |
| 2011 | Anderson Silva  | Vitor Belfort      | Teep-spark    | 1    | UFC 126                          |
| 2012 | Edson Barboza   | Terry Etim         | Hjulspark     | 3    | UFC 142                          |
| 2013 | Vitor Belfort   | Luke Rockhold      | Snurrhälspark | 1    | UFC on FX: Belfort vs. Rockhold  |
| 2014 | Mark Hunt       | Roy Nelson         | Slag          | 2    | UFC Fight Night: Hunt vs. Nelson |
| 2015 | Holly Holm      | Ronda Rousey       | Huvudspark    | 2    | UFC 193                          |
| 2016 | Michael Page    | Evangelista Santos | Flygande knä  | 2    | Bellator 158                     |
| 2017 | Francis Ngannou | Alistair Overeem   | Slag          | 1    | UFC 218                          |
| 2018 | Amanda Nunes    | Cris Cyborg        | Slag          | 1    | UFC 232                          |
| 2019 | Jorge Masvidal  | Ben Askren         | Flygande knä  | 1    | UFC 239                          |

### Årets submission (Submission of the Year)
| År   | Vinnare               | Motståndare              | Metod                    | Rond | Gala                             |
| ---- | --------------------- | ------------------------ | ------------------------ | ---- | -------------------------------- |
| 2008 | Georges St-Pierre     | Matt Hughes              | Armbar                   | 2    | UFC 79                           |
| 2009 | Toby Imada            | Jorge Masvidal           | Inverterad triangel      | 3    | Bellator 5                       |
| 2010 | Fabrício Werdum       | Fjodor Jemeljanenko      | Armtriangel              | 1    | Strikeforce: Fedor vs. Werdum    |
| 2011 | Jung Chan-Sung        | Leonard Garcia           | Twister                  | 2    | UFC Fight Night 24               |
| 2012 | Frank Mir             | Antônio Rodrigo Nogueira | Kimura                   | 1    | UFC 140                          |
| 2013 | Urijah Faber          | Ivar Menjivar            | Rear-naked               | 1    | UFC 157                          |
| 2014 | Ben Saunders          | Chris Heatherly          | Omoplata                 | 1    | UFC Fight Night 49               |
| 2015 | Ronda Rousey          | Cat Zingano              | Armbar                   | 1    | UFC 184                          |
| 2016 | Nate Diaz             | Conor McGregor           | Rear-naked               | 2    | UFC 196                          |
| 2017 | Demetrious Johnson    | Ray Borg                 | Armbar                   | 5    | UFC 216                          |
| 2018 | Zabit Magomedsjaripov | Brandon Davis            | Suloevsträckning/kneebar | 2    | UFC 228                          |
| 2019 | Demian Maia           | Ben Askren               | Rear-naked               | 3    | UFC Fight Night: Maia vs. Askren |

### Årets upphämtning (Comeback of the Year)
| År   | Vinnare        | Motståndare              | Metod                   | Rond | Gala                      |
| ---- | -------------- | ------------------------ | ----------------------- | ---- | ------------------------- |
| 2011 | Cheick Kongo   | Pat Barry                | KO (slag)               | 1    | UFC Live: Kongo vs. Barry |
| 2012 | Frank Mir      | Antônio Rodrigo Nogueira | Submission (kimura)     | 1    | UFC 140                   |
| 2013 | Travis Browne  | Alistair Overeem         | KO (frontspark)         | 1    | UFC Fight Night 26        |
| 2014 | Dominick Cruz  | Takeya Mizugaki          | KO (slag)               | 1    | UFC 178                   |
| 2015 | Eddie Alvarez  | Gilbert Melendez         | Domslut (delat)         | 3    | UFC 188                   |
| 2016 | Miesha Tate    | Holly Holm               | Submission (rear-naked) | 5    | UFC 196                   |
| 2017 | Justin Gaethje | Michael Johnson          | TKO (slag och knän)     | 2    | TUF Redemption final      |
| 2018 | Angela Lee     | Mei Yamaguchi            | Domslut (enhälligt)     | 5    | ONE FC 73                 |
| 2019 | Stipe Miocic   | Daniel Cormier           | TKO (slag)              | 4    | UFC 241                   |

### Årets överraskning (Upset of the year)
| År   | Odds | Vinnare               | Motståndare        | Metod            | Rond | Gala    |
| ---- | ---- | --------------------- | ------------------ | ---------------- | ---- | ------- |
| 2014 | +765 | TJ Dillashaw          | Renan Barão        | TKO (huvudspark) | 5    | UFC 173 |
| 2015 | +700 | Holly Holm            | Ronda Rousey       | KO (huvudspark)  | 2    | UFC 193 |
| 2016 | +550 | Michael Bisping       | Luke Rockhold      | KO (slag)        | 1    | UFC 199 |
| 2017 | +568 | Rose Namajunas        | Joanna Jędrzejczyk | TKO (slag)       | 1    | UFC 217 |
| 2018 | +180 | Amanda Nunes          | Cris Cyborg        | KO (slag)        | 1    | UFC 232 |
| 2019 | +230 | Alexander Volkanovski | Max Holloway       | Domslut (delat)  | 5    | UFC 251 |

### Årets coach (TheShawn TompkinsCoach of the Year)
Fram till 2012 hette utmärkelsen Coach of the Year då den bytte namn till åminnelse av den kanadensiske coachen Shawn Tompkins som dog det året i en hjärtattack.
- 2009  Greg Jackson[8]
- 2010  Greg Jackson[9]
- 2011  Greg Jackson[10]
- 2012  Rafael Cordeiro[11]
- 2013  Duane Ludwig[12]
- 2014  Duane Ludwig[13]
- 2015  Rafael Cordeiro[14]
- 2016  John Kavanagh[15]
- 2017  Trevor Wittman[16]
- 2018   Mike Brown[17]
- 2019  Trevor Wittman[34]

### Årets gym (Gym of the Year)
- 2009 Greg Jackson Fighting Systems[8]
- 2010 Wand Training Center[9]
- 2011 Black House[10]
- 2012 Cesar Gracie Jiu-Jitsu[11]
- 2013 Team Alpha Male[12]
- 2014 Team Alpha Male[13]
- 2015 Jackson-Wink MMA Academy[14]
- 2016 American Top Team[15]
- 2017 American Top Team[16]
- 2018 American Top Team[17]
- 2019 American Top Team[35]

### Årets tränare (Trainer of the Year)
- 2013  Mick Dolce[12]
- 2014  Mick Dolce[13]
- 2015  Mick Dolce[14]
- 2016  Mick Dolce[15]
- 2017  Nick Curson[16]
- 2018  Nick Curson[17]
- 2019  Phil Daru[36]

### Årets matchdomare (Referee of the Year)
- 2010  Herb Dean[9]
- 2011  Herb Dean[10]
- 2012  Herb Dean[11]
- 2013  Herb Dean[12]
- 2014  Herb Dean[13]
- 2015  John McCarthy[14]
- 2016  John McCarthy[15]
- 2017  John McCarthy[16]
- 2018  Herb Dean[17]
- 2019  Herb Dean[37]

### Årets ringtjej (Ringcard Girl of the Year)
- 2008  Arianny Celeste[7]
- 2009  Arianny Celeste[8]
- 2010  Arianny Celeste[9]
- 2011  Arianny Celeste[10]
- 2012  Brittney Palmer[11]
- 2013  Arianny Celeste[12]
- 2014  Arianny Celeste[13]
- 2015  Arianny Celeste[14]
- 2016  Jhenny Andrade[15]
- 2017  Jhenny Andrade[16]
- 2018  Jhenny Andrade[17]
- 2019  Brittney Palmer[38]

### Årets anordnare (Leading Man of the Year)
Framröstas bland ledande personer inom MMA-organisationerna.
- 2008  Dana White[7]
- 2009  Dana White[8]
- 2010  Dana White[9]
- 2011  Dana White[10]
- 2012  Dana White[11]
- 2013  Dana White[12]
- 2014  Dana White[13]
- 2015  Dana White[14]
- 2016  Dana White[15]
- 2017  Dana White[16]
- 2018  Dana White[17]
- 2019  Dana White[39]

### Årets personlighet (MMA Personality of the Year)
- 2011  Joe Rogan[10]
- 2012  Joe Rogan[11]
- 2013  Chael Sonnen[12]
- 2014  Joe Rogan[13]
- 2015  Joe Rogan[14]
- 2016  Joe Rogan[15]
- 2017  Joe Rogan[16]
- 2018  Joe Rogan[17]
- 2019  Joe Rogan[40]

### Årets analytiker (Analyst of the Year)
- 2015  Dominick Cruz[14]
- 2016  Dominick Cruz[15]
- 2017  Dominick Cruz[16]
- 2018  Daniel Cormier[17]
- 2019  Daniel Cormier[41]

### Bästa organisation (Best Promotion)
- 2008 UFC[7]
- 2009 UFC[8]
- 2010 UFC[9]
- 2011 UFC[10]
- 2012 UFC[11]
- 2013 UFC[12]
- 2014 UFC[13]
- 2015 UFC[14]
- 2016 UFC[15]
- 2017 UFC[16]
- 2018 UFC[17]
- 2019 UFC[42]

### Livsverksutmärkelser (Lifetime Achievements)
I motsats till alla andra utmärkelser utses vinnarna här av en panel i stället för att röstas fram.

#### Special Achievement Award
- 2009  Charles Lewis, Jr.[8]

#### Enastående bidrag till MMA (Outstanding Contribution to MMA)
- 2010  Randy Couture[9]
- 2011  Shawn Tompkins[10]

#### Årets livsverksutmärkelse (Lifetime Achievement)
- 2012  Leon Tabbs[11]
- 2013  Royce Gracie[12]
- 2014  Burt Watson[13]
- 2015  Bruce Buffer[14]
- 2016  Tito Ortiz[43][44]
- 2017 Ingen utdelad
- 2018  Wanderlei Silva[17]

#### Årets kampsportsanda (Fighting Spirit of the Year)
- 2019  Dustin Poirier[45]

### Årets MMA-mediakälla (MMA Media Source of the Year)
- 2008 MMAjunkie.com[7]
- 2009 MMAjunkie.com[8]
- 2010 MMAjunkie.com[9]
- 2011 MMAjunkie.com[10]
- 2012 Sherdog[11]
- 2013 MMAfighting[12]
- 2014 MMAjunkie.com[13]
- 2015 MMAfighting[14]
- 2016 MMAfighting[15]
- 2017 MMAfighting[16]
- 2018 MMAfighting[17]
- 2019 ESPN[46]

### Bästa MMA-program (Best MMA Programming)
- 2015 UFC Embedded[14]
- 2016 The Ultimate Fighter[15]
- 2017 The Ultimate Fighter[16]
- 2018 The Ultimate Fighter[17]
- 2019 Joe Rogan Experience[47]

### Årets MMA-journalist (MMA Journalist of the Year)
- 2009  John Morgan[8]
- 2010  Ariel Helwani[9]
- 2011  Ariel Helwani[10]
- 2012  Ariel Helwani[11]
- 2013  Ariel Helwani[12]
- 2014  Ariel Helwani[13]
- 2015  Ariel Helwani[14]
- 2016  Ariel Helwani[15]
- 2017  Ariel Helwani[16]
- 2018  Ariel Helwani[17]
- 2019  Ariel Helwani[48]

### Årets kläd- och utrustningsmärke (MMA Clothing & Equipment Brand of the Year)
- 2015 Bad Boy[14]
- 2016 Venum[15]
- 2017 Reebok[16]
- 2018 Reebok[17]